# 西洼站
西洼站是一个锦承线上的铁路车站，位于辽宁省朝阳市西洼村，建于1934年，目前为五等站，邮政编码为122003。目前客运：办理旅客乘降；不办理行李、包裹托运；不办理货运营业。